# Мигуля, Владимир Георгиевич
Владимир Георгиевич Мигуля (18 августа 1945, Сталинград — 16 февраля 1996, Москва) — советский и российский певец и композитор. Автор многих популярных песен в 1970-е — 1990-е годы. Сотрудничал с группой «Земляне». Заслуженный деятель искусств РСФСР (1988). Автор музыки первого гимна космонавтики России.

## Биография
Отец Георгий Фёдорович Мигуля (1919—2020) — военный лётчик, мать Людмила Александровна (1919—2006) — медицинский работник, в годы войны лейтенант медицинской службы.
Учился в школе № 8 (первые пять лет) и школе искусств № 2 города Орска, затем — в школе № 43 города Волгограда. Окончил музыкальную школу в Волгограде. С 1965 по 1968 годы учился в Волгоградском училище искусств на отделении теории музыки.
В 1963 году поступил в Волгоградский медицинский институт. В 1968 году окончил оба учебных заведения и поступил в Ленинградскую государственную консерваторию (класс композиции Сергея Слонимского). После окончания консерватории в 1974 году переехал в Москву, а его песня« Поговори со мною, мама» стала лауреатом Песни-74. С1977 года ни одна Песня года не проходил без его песен. Именно с Владимиром Мигулей Симон Осиашвили и Лариса Рубальская написали свои первые песни. Песни Владимира Мигули входят в репертуар Валентины Толкуновой, Софии Ротару, Михаила Боярского, Валерия Ободзинского, Евгения Головина, Александра Михайлова, группы «Земляне», ВИА «Самоцветы», ВИА «Пламя» и других исполнителей. Песня Владимира Мигули «Сокольники» на стихи Ларисы Рубальской, которую в 1986 году записал Михаил Боярский, стала гимном старинного парка «Сокольники» в Москве.
Композитор Игорь Крутой начинал свой творческий путь у Владимира Мигули клавишником. В 1979 году Крутой получил приглашение в Московский концертный оркестр «Панорама», где и познакомился с известным композитором.
Во время перестройки написал несколько патриотических песен: «Мы воюем», «Проснись, Россия», «Россия-родина», «Открой мне, Господи, глаза».  1988 стал заслуженным деятелем искусств РСФСР. В 1989 году с песней «Аэлита» Владимир Мигуля выступил на программе «Шире круг».
Владимир Мигуля организовывал благотворительные концерты и при поддержке Советского фонда милосердия и здоровья создал агентство «Мегаполис».
Владимир Мигуля был членом общественного совета ГУВД (который возглавлял И. Кобзон) и одним из инициаторов создания благотворительного фонда «Щит и лира» (ноябрь 1992 года). Фонд помогал многодетным семьям милиционеров и семьям погибших сотрудников милиции. Владимир активно участвовал в общественной жизни совета, приезжал на встречи и концерты для милиционеров.

### Последние годы: болезнь и смерть
7 апреля 1994 года на композитора было совершено покушение — взорвали его автомобиль. Он перенёс сотрясение мозга, а его личный водитель Эдуард Попенков погиб.
Ещё до покушения Мигуле был поставлен диагноз боковой амиотрофический склероз, но пережитый стресс ускорил течение болезни. Несмотря на это, прикованный к постели, он написал ещё около двадцати песен, в основном на стихи Александры Очировой.
17 января 1996 года в ГЦКЗ «Россия» состоялся единственный прижизненный авторский концерт Владимира Мигули, посвящённый пятидесятилетию композитора и двадцатипятилетию его творческой деятельности. По состоянию здоровья сам Мигуля на концерте присутствовать не смог.

Могила Владимира Мигули на Ваганьковском кладбище

Скончался утром 16 февраля 1996 года на 51-м году жизни. Похоронен 18 февраля в Москве на Ваганьковском кладбище (уч. 24).

### Личная жизнь
Был женат три раза. Первая жена — Анна Ермишева, тележурналистка. Дочь — Юлия (род. 1975).
Вторая жена — Марина Леонова.
Третья жена — Марина Мигуля (Симония), ведущая на эстонском телевидении. Приёмная дочь — Екатерина Янтбелидзе (Мигуля) (род. 1976). Дочь — Лиана Мигуля (род. 1987).

## Награды и звания
- Заслуженный деятель искусств РСФСР.
- Лауреат всесоюзных и международных конкурсов.
- 14-кратный лауреат фестиваля «Песня года».

## Известные песни
Владимир Мигуля является автором популярных в 70-90-х годах хитов «Поговори со мною, мама» (лауреат Песни-74), Трава у дома(лауреат Песни-83) , Солнечные часы. Известные песни композитора:
- А мне бы про любовь (слова — Ю. Гарин, исполняет Валерий Золотухин)
- А мне не надо от тебя (слова — А. Дементьев, исполняет Владимир Мигуля; Иосиф Кобзон)
- Аве Мария (Мелодия надежды) (слова — А. Дементьев и П. Бабаев, исполняет Владимир Мигуля; Роза Рымбаева)[1]
- Актёрская песенка (слова — М. Лисянский, исполняет Владимир Мигуля)
- Аленький цветочек (слова — О. Рябоконь, исполняет Галина Улётова)
- Арена (слова — М. Пляцковский, исполняет Яак Йоала)
- Аты-баты (слова — М. Танич, исполняет Эдуард Хиль; ВИА «Пламя»), лауреат Песни-79
- Аэлита (слова — М. Йодковская, исполняет Владимир Мигуля)[3][14]
- Большое лето (слова — А. Поперечный, исполняет Владимир Мигуля; Александр Серов)
- Буду я тебя любить (слова — А. Иванушкин, исполняет ВИА «Апрель»)
- Берегами, берегами (слова — О. Виленкин, исполняет Владимир Мигуля)
- Берёзы (слова — Д. Давиташвили, исполняет Владимир Мигуля)
- Быстрей, ещё быстрей (слова — И. Шаферан, исполняет гр. «Монитор»)
- Быть человеком («Здесь, у самого порога / жизнь раскинула пути…», слова — Владимир Мигуля)[15]
- В саду играет музыка (слова — М. Танич, исполняет Владимир Мигуля)
- Верный пёс (слова — В. Гафт, исполняет Владимир Мигуля)
- Вишнёвая метель (слова — А. Поперечный, исполняет Владимир Мигуля)
- Воспоминание (слова — Л. Рубальская, исполняет Валентина Толкунова)
- Всё не просто (слова — Л. Рубальская, исполняет Владимир Мигуля и Марина Мигуля)
- Время летних отпусков (слова — С. Осиашвили, исполняет Владимир Мигуля)
- Гвоздики (слова — В. Байбаков и М. Суворов исполняет Владимир Мигуля)
- Годы мои — лебеди (слова — Ю. Гарин, исполняет Сергей Захаров; Иосиф Кобзон)
- Городской романс (слова — А. Очирова, исполняет Александр Михайлов)
- Девочки (слова — М. Рябинин, исполняет ВИА «Пламя»)
- День рождения (слова — В. Гин, исполняет Владимир Мигуля)
- Детство (слова — В. Шефнер, исполняет Владимир Мигуля)
- Доброта (слова — Б. Дубровин, исполняет Владимир Мигуля и Валентина Толкунова)
- Добрые дела (Спешите делать добрые дела) (слова — К. Филиппова, исполняет Владимир Мигуля; Валентина Толкунова; Анне Вески)
- Домик на окраине (слова — А. Поперечный, исполняет Владимир Мигуля; гр. «Монитор»), лауреат Песни-86
- Дорога к счастью (слова — И. Кохановский, исполняет Николай Соловьёв)
- Если б небо было зеркалом (слова — И. Резник, исполняет ВИА «Самоцветы»; гр. «Земляне»)
- Если бы (слова — М. Танич, исполняет Владимир Мигуля)
- Жизнь (Дни летят) (слова — С. Осиашвили, исполняет София Ротару)[1][16]
- Земляки (слова — С. Миронов исполняет Владимир Мигуля), лауреат  Песни-87
- Земляничная поляна (слова — И. Резник, исполняет Владимир Мигуля; Сергей Избаш)
- Зовёт Венера (слова — Л. Ошанин, исполняет Валерий Ободзинский)
- Камышовая колыбельная (слова — А. Очирова, исполняет Марина Мигуля)
- Каратэ (слова — О. Писаржевская и А. Монастырёв исполняет Владимир Мигуля; гр. «Земляне»)
- Карусель (слова — Г. Горбовский, исполняет гр. «Земляне»)
- Каскадёры (слова — А. Дементьев, исполняет гр. «Земляне»)[13]
- Кино (слова — С. Алиханов и А. Жигарев, исполняет гр. «Земляне»)
- Когда мы любим (слова — М. Танич, исполняет ВИА «Пламя»)
- Листопад (слова — Б. Заболотских, исполняет Владимир Мигуля)
- Лифт в бесконечность (слова — Л. Кэри, перевод — А. Поперечный, исполняет Владимир Мигуля и Линн Кэри)
- Любовь надо беречь (слова — А. Жигарев, исполняет Игорь Иванов)
- Любовь шагает по земле (слова — Ю. Каменецкий, исполняет Владимир Макаров)
- Медовый месяц (слова — М. Танич, исполняет Владимир Мигуля; Игорь Иванов)
- Марина (слова — А. Очирова, исполняет Александр Серов)
- Морская песня (Пусть качает) (слова — Ю. Гарин, исполняет АПП Северного флота)
- Мы идём в огонь (слова — Л. Ошанин, исполняет Лев Лещенко)
- На обратном пути (слова — Л. Рубальская, исполняет Владимир Мигуля; Ярослав Евдокимов)
- Не оставляйте женщину одну (слова — С. Каратов, исполняет Владимир Мигуля)
- Не бывает крепче дружбы на земле (слова — И. Шаферан, исполняет Владимир Трошин)
- Не остуди своё сердце, сынок (слова — В. Лазарев, исполняет Юрий Богатиков)[1]
- Небожитель (слова — К. Филиппова, исполняет Марина Мигуля)
- Новогодняя ночь (слова — С. Миронов, исполняет Марина Мигуля)
- Нострадамус (слова — Н. Зиновьев, исполняет Марина Мигуля)
- Одуванчик детства (слова — С. Осиашвили, исполняет Марина Мигуля)
- Отведу твою беду (слова — И. Гончарова, исполняет Валерий Ободзинский; Евгений Головин)
- Открой мне, Господи, глаза (слова — В. Лунин, исполняет Владимир Мигуля)
- Памяти Че Гевары (слова — Н. Зиновьев, исполняет Иосиф Кобзон)
- Парни довоенных лет (слова — К. Филиппова, исполняет Людмила Зыкина; ВИА «Надежда»)
- Песня о солдате (слова — М. Агашина, исполняет Иосиф Кобзон)[1][16]
- Песня о Ташкенте (слова — И. Резник, исполняет ВИА «Наво»)
- Первое апреля (слова — И. Шаферан, исполняет Валерий Ободзинский)[16]
- Первое свидание (слова — М. Рябинин, исполняет ВИА «Самоцветы»)
- Планета людей (слова — Д. Давиташвили, исполняет Владимир Мигуля)
- Победа живёт (слова — М. Владимов, исполняет Владимир Мигуля; Иосиф Кобзон; ВИА «Красные маки»)[1]
- Поговори со мною, мама (слова — В. Гин, исполняет Валентина Толкунова)[16], лауреат Песни-74
- Поезд (слова — Н. Олев, исполняет Владимир Мигуля)
- Почему не ведаю (слова — А. Поперечный, исполняет Владимир Мигуля; Лев Полосин и Борис Кузнецов)
- Реквием (слова — А. Очирова, исполняет гр. «Земляне»)
- Родники России (слова — Н. Шумаков, исполняет Игорь Иванов)
- Россия (слова — А. Очирова, исполняет Эдита Пьеха), лауреат «Песни-95» [1]
- Рыжий клоун (слова — Ю. Гарин, исполняет Мария Кодряну)
- Санки (слова — В. Харитонов, исполняет Владимир Мигуля и Валентина Толкунова; Мария Кодряну; ВИА «Лейся, песня»)
- Сердце морское (слова — Л. Ошанин, исполняет ВИА «Надежда»)
- Синяя птица (слова — Б. Пургалин, исполняет Владимир Мигуля)
- Скрипка Паганини (слова — С. Осиашвили, исполняет Владимир Мигуля)[1]
- Старый Арбат (слова — Б. Сонкин, исполняет Владимир Мигуля)
- Созвездие любви (слова — А. Дементьев, исполняет Яак Йоала)
- Сокольники (слова — Л. Рубальская, исполняет Владимир Мигуля; Михаил Боярский)
- Солнечное часы (слова — И. Резник, исполняет Яак Йоала)[16]
- Талый снег (слова — А. Поперечный, исполняет гр. «Дети Арбата»)
- Танго прощения (слова — И. Кохановский, исполняет Игорь Иванов)
- Танцуем диско (слова — А. Дементьев, исполняет Владимир Мигуля)
- Трава у дома (слова — А. Поперечный, исполняет гр. «Земляне»)[13][1][16], лауреат Песни-73[1]
- Три дня (слова — А. Дементьев, исполняет Владимир Мигуля)[13]
- Тропинка (слова — В. Боков, исполняет Галина Ненашева)
- Туда-сюда (Черноморская ламбада) (слова — Ю. Гарин, исполняет Владимир Мигуля)
- Ты-робот (слова — А. Кришна (Криштапович) исполняет гр. «Монитор»)
- Ты мне снишься (слова — И. Кохановский, исполняет Владимир Мигуля; ВИА «Красные маки»)
- Ты шагаешь мне навстречу (слова — В. Гин, исполняет ВИА «Лейся, песня»)
- У любви заката нет (слова — Ю. Гарин, исполняет Николай Соловьёв)
- Хулиганы (слова — В. Гафт, исполняет Иосиф Кобзон)
- Человек породы сенбернар (слова — А. Вознесенский, исполняет Владимир Мигуля; Михаил Боярский)
- Чёрный лебедь (слова — А. Дементьев, исполняет Владимир Мигуля)[13]
- Эмигрантка (Русская Мадонна) (слова — М. Йодковская, исполняет Владимир Мигуля; Сергей Избаш)
- Я верю в любовь (слова — Я. Гальперин, исполняет ВИА «Орфей»)
- Я живу открыто (слова — А. Дементьев, исполняет гр. «Монитор»)
- Я люблю этот мир (слова — Л. Дербенёв, исполняет ВИА «Самоцветы»)[1][16]
- Я приду (слова — А. Очирова, исполняет Мурат Насыров)
- Я убит подо Ржевом (слова — А. Твардовский, исполняет Владимир Мигуля)

## Фильмография
Композитор
- 1976 — «Легко быть добрым»
- 1988 — «Котёнок с улицы Лизюкова» (м/ф)

Актёр
В 1976 году исполнил эпизодическую роль певца в кафе в фильме Виктора Жилина «Легко быть добрым».